# 松本恒夫
松本 恒夫(まつもと つねお、1947年5月18日 - )は、日本の政治家。勲等は旭日小綬章。
埼玉県比企郡小川町長(2期)、埼玉県議会副議長、埼玉県議会議員（3期、自由民主党）、小川町議会議員（3期）を歴任。

## 経歴
埼玉県比企郡小川町出身。埼玉県立熊谷高等学校を経て、中央大学理工学部中退。
1970年、小川石油株式会社に入社。1998年、小川町議会議員に就任。同年、株式会社武州めんに勤務。その後1999年と2003年にも当選。小川町議を3期務める。2004年の埼玉県議会議員補欠選挙に立候補し、初当選（西15区）。2007年と2011年（無投票当選）の3期にわたって当選した。2013年、埼玉県議会副議長に就任。2014年、小川町長に初当選する。2018年、同町長に再当選する。2022年に町長を引退した。
2025年（令和7年）春の叙勲で旭日小綬章を受章した。

## 人物
珠算塾を経営している。
好きな言葉は「吾以外皆吾師」
「町民と力を合わせ、生き生きとした魅力ある町をつくりたい」と出馬を決意。小川町駅周辺の再開発プランの具体化や環状1号線の全線開通などを公約にしていた。